# Garancières-en-Drouais
Garancières-en-Drouais település Franciaországban, Eure-et-Loir megyében. Lakosainak száma 283 fő (2022. január 1.). Garancières-en-Drouais Tréon, Châtaincourt és Saulnières községekkel határos.

## Népesség
A település népességének változása:
| Lakosok száma | 156  | 211  | 265  | 263  | 283  | 274  | 274  | 281  | 283  | 283  |
|               | 1968 | 1982 | 1990 | 2006 | 2013 | 2015 | 2017 | 2019 | 2020 | 2022 |